# Werner Klingler
Werner Klingler (Stuttgart, 23 de outubro de 1903 – Berlim, 23 de junho de 1972) foi um diretor de cinema e ator alemão. Ele dirigiu 29 filmes entre 1936 e 1968.

## Filmografia selecionada
- Standschütze Bruggler (1936)
- Condottieri (1937)
- Titanic (1943)
- Die Degenhardts (1944)
- Spion für Deutschland (1956)
- O Testamento do Dr. Mabuse (1962)
- Spione unter sich (1965)